# Ezersziget öntet
Az Ezersziget öntet (angolul: Thousand Island dressing) egy majonéz alapú, édeskés öntet, melyet salátára vagy szendvicsbe tesznek. A 19. században találták fel az Amerikai Egyesült Államokban, ahol máig igen népszerű. Nincs kőbe vésett receptje, a majonéz és a ketchup (vagy paradicsomszósz) mellett ízlés szerint fűszerezhető.

## Eredete, elnevezése
Nevét az Ezer szigetről (Thousand Islands) kapta, mely egy szigetcsoport a kanadai–amerikai határon, a Szent Lőrinc-folyó Ontario-tavi kifolyásánál. A 19. században főként tehetős amerikaiak nyaraltak itt. A hagyomány szerint ezen a környéken az öntetet már a század végén ismerték, bár nem lehet pontosan tudni, hogy ki és mikor találta fel: egyes beszámolók egy hajószakácsnak, mások egy fogadósnak vagy egy szállodai szakácsnak tulajdonítják, és a legendákban olyan híres emberek is megjelennek, mint May Irwin színésznő vagy George Boldt milliomos. Az öntet leírása legelőször 1912-ben jelent meg nyomtatásban, nagyüzemi gyártását az 1970-es években kezdték.

## Elkészítése, felhasználása
A majonézhez ketchupot (vagy paradicsomszószt, csiliszószt) kevernek; ez adja az öntet narancsos színét. Ízlés szerint adhatnak hozzá olajat, ecetet (vagy fehérbort, Worcester-szószt), citromlevet, mustárt, tejszínt, sót, cukrot, borsot, továbbá apróra vagdalt savanyúságot, hagymát, fokhagymát, tojást.
Salátákon és szendvicsekben használják. A McDonald’s Big Mac szendvicsének öntete is hasonló az Ezerszigethez, azonban ketchup helyett paprikaport és kurkumát tartalmaz.
Az Ezerszigethez hasonló az Amerikában szintén népszerű francia öntet és az orosz öntet. Az előbbi kevésbé fűszeres és kevesebb majonézt adnak hozzá, az utóbbi viszont fűszeresebb, és tormát is tartalmaz.